# Олецко
Олѐцко (на полски: Olecko; на немски: Marggrabowa, Treuburg) е град в Североизточна Полша, Варминско-Мазурско войводство. Административен център е на Олешки окръг и Олешка община. Заема площ от 11,6 км2.

## География
Градът се намира в историческата област Мазурия в земята на балтийското племе йотвинги. Разположен е край западния бряг на езерото Велке Олецке, по двата бряга на река Лега във физикогеографската област Мазурска езерна област.

## История
Градът е основан през 1560 година от херцога на Прусия Албрехт Хоенцолерн.

## Население
Населението на града възлиза на 16 508 души (2017 г.). Гъстотата е 1423 души/км2.
Демография:
- 1900 – 14 120 души
- 1910 – 21 390 души
- 1940 – 40 427 души
- 1946 – 1413 души
- 1960 – 7195 души
- 1970 – 9120 души
- 1988 – 13 960 души
- 2002 – 16 082 души
- 2009 – 21 897 души
- 2017 – 16 508 души

## Личности
Родени в града:
- Курт Блуменфелд – ционист
- Артур Цимерман – немски дипломат
- Густав Адолф Бергенрот – немски историк
- Тео фон Брокхизен – немски художник
- Юзеф Гайевски – полски политик
- Алфред Пранг – немски политик

## Градове партньори
| - Marly (Nord), Франция - Йъхви, Естония - Гусев, Русия - Дрогобич, Украйна - Гюзинг, Австрия | - Валмиера, Латвия - Вилкавишкис, Литва - Шчучин, Беларус - Лепе, Испания - Леверкузен, Германия |

## Фотогалерия
- Бившата сграда на Староството
- Улица „Колейова“
- Градски парк
- Езеро „Велке Олецке“
- Железопътната гара
- Паметник в чест на каторжниците от съветските лагери в Сибир